# Duncan MacKay
Pour les articles homonymes, voir MacKay.
Pour le joueur de hockey sur glace, voir Duncan MacKay (hockey sur glace).
Duncan MacKay est un footballeur international écossais né le 14 juillet 1937 à Glasgow et mort le 23 décembre 2019 à Melbourne. 
Évoluant au poste d'arrière droit, il est particulièrement connu pour ses 9 saisons au Celtic. Il compte 14 sélections en équipe d'Écosse.

## Carrières

### Carrière en club
Natif de Glasgow, Duncan MacKay est formé au Maryhill Harp, avant de devenir professionnel en s'engageant pour le Celtic, à 17 ans, en 1955. Il s'y développe rapidement, devenant un membre régulier de l'équipe première à 19 ans. Il en devient même le capitaine en 1961-1962, succédant à Bertie Peacock et précédant dans ce rôle Billy McNeill. Néanmoins, cette période correspond à une ère où le Celtic se trouve dans l'ombre de son grand rival, les Rangers. L'entraîneur d'alors, Jimmy McGrory, entreprend de rajeunir l'effectif et se sépare de MacKay après plus de 200 matches en équipe première, dont 162 en championnat.
Duncan MacKay part alors pour le sud de Glasgow, s'engageant avec Third Lanark en 1964. Mais l'année suivante le club fut relégué et doit alléger sa masse salariale. Ainsi MacKay se voit libéré de son contrat. Libre, il décide de tenter l'aventure en Australie et s'engage avec le Melbourne Croatia, remportant un titre de champion de l'État de Victoria et deux Dockerty Cup (en). Il quitte Melbourne Croatia et l'Australie en 1972 après avoir écopé d'une forte sanction disciplinaire[réf. nécessaire].
Il retourne alors en Écosse et occupe un poste de joueur-entraîneur avec l'équipe amateur de St Anthony's F.C. (en) pendant 2 ans. Il repart ensuite pour une nouvelle aventure en Australie avec le Perth Azzuri (en) en tant que joueur, puis en tant qu'entraîneur de South Melbourne et enfin des Essendon Lions (en).

### Carrière internationale
Duncan MacKay reçoit 14 sélections en faveur de l'équipe d'Écosse. Il joue son premier match le 11 avril 1959, pour une défaite 0-1, à Wembley à Londres, contre l'Angleterre en British Home Championship. Il reçoit sa dernière sélection le 2 mai 1962, pour une défaite 2-3, à l'Hampden Park de Glasgow, contre l'Uruguay en match amical. Il n'inscrit aucun but lors de ses 14 sélections.
Il participe avec l'Écosse aux éliminatoires de la Coupe du monde 1962 et aux British Home Championship de 1959, 1960, 1961 et 1962. 

## Palmarès

### Comme joueur
- Celtic :
  - Vainqueur de la Coupe de la Ligue écossaise en 1957 et 1958
  - Vainqueur de la Glasgow Cup en 1956, 1962 et 1964
  - Vainqueur de la Glasgow Merchants Charity Cup en 1959 et 1962

- Melbourne Croatia :
  - Champion de la Victorian Premier League en 1968
  - Vainqueur de la Dockerty Cup (en) en 1968 et 1969

- Perth Azzuri (en) :
  - Champion de la National Premier Leagues Western Australia (en) en 1975 et 1976